# GE Aerospace (1961-1993)

Logomarca

A GE Aerospace foi um grupo empresarial da General Electric que fabricava eletrônicos e sistemas para as indústrias militar e aeroespacial, como radar, equipamentos seguros para comunicação e satélites militares e comerciais. A maioria dos negócios do grupo era para aplicações governamentais e militares. Em 1991, o grupo tinha cerca de 37.500 funcionários, principalmente nas regiões da Nova Inglaterra e do Médio Atlântico e na Flórida. Só o Vale do Delaware representava cerca de 17.600 funcionários.
Em 1993, o grupo foi vendido para a Martin Marietta por mais de US 3 bilhões de dólares, quase duplicando a receita da empresa. Pouco depois, em 1995, a Martin Marietta fundiu-se com a Lockheed para formar a Lockheed Martin. Em 2010, a grande divisão de Systems Integration ("The SI") da GE Aerospace, com raízes que remonta a época do Programa Apollo, foi retirada para formar a The SI Organization Inc.